# 鄺敏慧
鄺敏慧（Elizabete Kwong Man Wai，1989年12月13日—），香港藝人。中國與巴西混血兒，故綽號也為「中巴」。

## 簡介
鄺敏慧生於1989年12月13日，現任職於香港創世紀模特兒有限公司（HKGenesis）。
鄺敏慧童年時代是在巴西渡過的，在她18歲那年返回香港，並開始了職業模特兒的生涯。
鄺敏慧曾參加Salad Image Girl的比賽，並取得三甲的好成績，於是聲名漸起。其後又參與了《打出十人巷》節目比賽，並在此期間與崔建邦傳出緋聞。
2009年12月鄺敏慧在灣仔警署控告崔建邦對其家暴，一時間哄動媒體。
2013年，不少人以為鄺敏慧修心養性與圈外建築工程師Kit Loo成婚，惜2015年驚爆她背夫偷食大21年的有米人夫「粗哥」，「小三」形象更深入民心。

## 廣告代言
- 雪纖瘦集團

## 外部連結
- 鄺敏慧新浪微博 （页面存档备份，存于）